# PDE6H
PDE6H (англ. Phosphodiesterase 6H) – білок, який кодується однойменним геном, розташованим у людей на 12-й хромосомі. Довжина поліпептидного ланцюга білка становить 83 амінокислот, а молекулярна маса — 9 074.
| 10         |  | 20         |  | 30         |  | 40         |  | 50         |
| ---------- |  | ---------- |  | ---------- |  | ---------- |  | ---------- |
| MSDNTTLPAP |  | ASNQGPTTPR |  | KGPPKFKQRQ |  | TRQFKSKPPK |  | KGVKGFGDDI |
| PGMEGLGTDI |  | TVICPWEAFS |  | HLELHELAQF |  | GII        |  |            |

A: Аланін

C: Цистеїн

D: Аспарагінова кислота

E: Глутамінова кислота

F: Фенілаланін

G: Гліцин

H: Гістидин

I: Ізолейцин

K: Лізин

L: Лейцин

M: Метіонін

N: Аспарагін

P: Пролін

Q: Глутамін

R: Аргінін

S: Серин

T: Треонін

V: Валін

Кодований геном білок за функцією належить до гідролаз. 